# Sci di fondo ai V Giochi paralimpici invernali
Per lo sci di fondo ai V Giochi paralimpici invernali di Tignes-Albertville 1992 furono disputate 27 gare (19 maschili e 8 femminili).

## Medagliere
| Posizione | Paese             |    |    |    | Totale |
| --------- | ----------------- | -- | -- | -- | ------ |
| 1         | Squadra Unificata | 9  | 8  | 3  | 20     |
| 2         | Norvegia          | 5  | 5  | 3  | 13     |
| 3         | Finlandia         | 5  | 3  | 4  | 12     |
| 4         | Germania          | 2  | 7  | 1  | 10     |
| 5         | Francia           | 2  | 0  | 4  | 6      |
| 6         | Polonia           | 2  | 0  | 3  | 5      |
| 7         | Stati Uniti       | 2  | 0  | 1  | 3      |
| 8         | Svizzera          | 0  | 2  | 1  | 3      |
| 9         | Austria           | 0  | 1  | 3  | 4      |
| 10        | Cecoslovacchia    | 0  | 1  | 1  | 2      |
| 11        | Italia            | 0  | 0  | 2  | 2      |
| 12        | Spagna            | 0  | 0  | 1  | 1      |
| Totale    | Totale            | 27 | 27 | 27 | 81     |

## Podi
Le gare erano divise in:
- 2,5 km: donne
- 5 km: uomini - donne
- 10 km: uomini - donne
- 15 km: uomini
- 20 km: uomini
- 30 km: uomini
- 3x2,5 km staffetta: uomini
- 4x5 km staffetta: uomini

Ogni evento era separato in In piedi, Seduti e Ipo o non vedenti:
- LW2 - in piedi: amputazione alla singola gamba sopra il ginocchio
- LW3 - in piedi: amputazione ad entrambe le gambe sotto il ginocchio, paralisi cerebrale lieve o danno equivalente
- LW4 - in piedi: amputazione alla singola gamba sotto il ginocchio
- LW5/7 - in piedi: doppia amputazione braccia
- LW6/8 - in piedi: amputazione al singolo braccio
- LW9 - in piedi: amputazione o menomazione equivalente di un braccio e di una gamba
- LW10 - seduti: paraplegia con o nessuna funzione addominale superiore e nessun equilibrio di seduta funzionale
- LW11 - seduti: paraplegia con equilibrio di seduta corretto e funzionale
- B1 - ipo o non vedenti: nessuna funzione visiva
- B2 - ipo o non vedenti: funzione visiva dal 3 al 5%
- B3 - ipo o non vedenti: funzione visiva inferiore al 10%

### Uomini
| Evento                 | Classe                                                                  | Oro                                                              | Argento                                                         | Bronzo |
| 5 km - distanza breve  |                                                                         |                                                                  |                                                                 |        |
| LW2,4                  | Svein Tore Fauskrud                                                     | Svein Lilleberg                                                  | Aage Joensberg                                                  |        |
| LW3,5/7,9              | Jan Kolodziej                                                           | Terje Gruer                                                      | Miguel Angel Perez Tello                                        |        |
| LW6/8                  | Jean-Yves Arvier                                                        | Jouko Grip                                                       | Andrzej Pietrzyk                                                |        |
| LW10                   | Jeff Pagels                                                             | Klaus Kleiser                                                    | Oliver Anthofer                                                 |        |
| LW11                   | Kari Joki-Erkkila                                                       | Teuvo Ojala                                                      | Knut Lundstroem                                                 |        |
| 10 km - distanza breve |                                                                         |                                                                  |                                                                 |        |
| B1                     | Valeri Kupchinski                                                       | Bogdanov                                                         | Luc Sabatier                                                    |        |
| B2                     | Frank Hoefle                                                            | Vladimir Kolesnikov                                              | Seleznev                                                        |        |
| B3                     | Nikolai Ilioutchenko                                                    | Alexander Schwarz                                                | Robert Walsh                                                    |        |
| 10 km - lunga distanza |                                                                         |                                                                  |                                                                 |        |
| LW6/8                  | Jouko Grip                                                              | Bernhard Furrer                                                  | Jean-Yves Arvier                                                |        |
| LW10                   | Jeff Pagels                                                             | Oliver Anthofer                                                  | Klaus Kleiser                                                   |        |
| LW11                   | Kari Joki-Erkkila                                                       | Knut Lundstroem                                                  | Teuvo Ojala                                                     |        |
| 20 km - lunga distanza |                                                                         |                                                                  |                                                                 |        |
| LW2,4                  | Andre Favre                                                             | Aage Joensberg                                                   | Kalervo Pieksaemaeki                                            |        |
| LW3,5/7,9              | Marcin Kos                                                              | Axel Hecker                                                      | Jan Kolodziej                                                   |        |
| 30 km - lunga distanza |                                                                         |                                                                  |                                                                 |        |
| B1                     | Valeri Kupchinski                                                       | Bogdanov                                                         | Luc Sabatier                                                    |        |
| B2                     | Frank Hoefle                                                            | Vladimir Kolesnikov                                              | Seleznev                                                        |        |
| B3                     | Nikolai Ilioutchenko                                                    | Sergei Lozhkin                                                   | Andrei Venediktov                                               |        |
| 3×2,5 km staffetta     |                                                                         |                                                                  |                                                                 |        |
| LW10-11                | Norvegia Bye Magne Lunde Olai Myklebust                                 | Finlandia Kari Joki-Erkkila Teuvo Ojala Raimo Peltonen           | Svizzera Franco Belletti Heinz Frei Walter Widmer               |        |
| 3×5 km staffetta       |                                                                         |                                                                  |                                                                 |        |
| B1-3                   | Squadra Unificata Nikolai Ilioutchenko Valeri Kupchinski Sergei Lozhkin | Germania Udo Hirsch Frank Hoefle Alexander Schwarz               | Francia Herve Le Moing Luc Sabatier Elie Zampin                 |        |
| 4×5 km staffetta       |                                                                         |                                                                  |                                                                 |        |
| LW2-9                  | Norvegia Svein Tore Fauskrud Terje Gruer Aage Joensberg Svein Lilleberg | Germania Theo Feger Roland Gaess Wolfgang Mahler Reinhold Schwer | Polonia Marian Damian Jan Kolodziej Marcin Kos Andrzej Pietrzyk |        |

### Donne
| Evento                  | Classe             | Oro               | Argento          | Bronzo |
| 2,5 km - breve distanza |                    |                   |                  |        |
| LW10-11                 | Ragnhild Myklebust | Barbara Maier     | Dorothea Agetle  |        |
| 5 km - breve distanza   |                    |                   |                  |        |
| B1                      | Nazarenko          | Pavla Valníčková  | Kirsti Pennanen  |        |
| B2-3                    | Elesina            | Nadejda Tchirkova | Renata Hoenisch  |        |
| LW2-9                   | Tanja Tervonen     | Siw Vestengen     | Gisela Danzl     |        |
| 5 km - lunga distanza   |                    |                   |                  |        |
| LW10-11                 | Ragnhild Myklebust | Barbara Maier     | Dorothea Agetle  |        |
| 10 km - lunga distanza  |                    |                   |                  |        |
| B1                      | Lubov Paninykii    | Nazarenko         | Pavla Valníčková |        |
| B2-3                    | Chirkova           | Elesina           | Kaija Tuikkanen  |        |
| LW2-9                   | Tanja Tervonen     | Theres Huser      | Siw Vestengen    |        |